# テージェール・ダーニエル
テージェール・ダーニエル（Tőzsér Dániel, 1985年5月12日- ）は、ハンガリー・ソルノク出身の元サッカー選手。元ハンガリー代表。現役時代のポジションはミッドフィールダー（ボランチ、左サイドハーフ）。

## 経歴

### クラブ
母国ハンガリーのデブレツェニVSCのユースで育ち、2003年に17歳でトルコのガラタサライSKへ移籍。しかしトップチームでの試合出場はないまま、1年後にはハンガリーへ戻りフェレンツヴァーロシュTCに加入する。同クラブでは2シーズン主力として活躍を見せ、2006年にギリシャのAEKアテネFCへ移籍。さらに、2008年夏にはベルギーのKRCヘンクに加入した。
ヘンクで4シーズンを過ごした後、2012年夏にイタリアのジェノアCFCへ移籍。2012-13シーズンには22試合に出場したが、2013年に監督に就任したジャン・ピエロ・ガスペリーニの下では出場機会を得ることはできず、2014年1月にイングランドのワトフォードFCへ期限付き移籍をした。
契約満了後、2014年7月5日にパルマFCと2年契約を結び完全移籍したが、2日後の7月7日にワトフォードへ2年契約で期限付き移籍することが発表された。
パルマの破産に伴い同クラブを退団すると、2015-16シーズンはクイーンズ・パーク・レンジャーズFCでプレー。2016年8月31日、デブレツェニに復帰することが発表された。

### 代表
2005年12月、メキシコ代表との親善試合でフル代表デビュー。2007年10月、EURO 2008予選のマルタ代表戦でフリーキックから代表初ゴールをマークした。

## 個人成績

### 代表での成績
出典
| ハンガリー代表 | 国際Aマッチ | 国際Aマッチ |
| 年             | 出場        | 得点        |
| -------------- | ----------- | ----------- |
| 2005           | 2           | 0           |
| 2006           | 0           | 0           |
| 2007           | 11          | 1           |
| 2008           | 2           | 0           |
| 2009           | 1           | 0           |
| 2010           | 2           | 0           |
| 2011           | 2           | 0           |
| 2012           | 0           | 0           |
| 2013           | 0           | 0           |
| 2014           | 6           | 0           |
| 2015           | 5           | 0           |
| 通算           | 31          | 1           |

### 代表での得点
出典
| #  | 開催日         | 開催地                 | 対戦国 | 結果 | 大会               |
| -- | -------------- | ---------------------- | ------ | ---- | ------------------ |
| 1. | 2007年10月13日 | ハンガリー、ブダペスト | マルタ | 2–0  | UEFA EURO 2008予選 |

## タイトル
ヘンク
- ベルギーカップ : 2008-09
- ジュピラー・プロ・リーグ : 2010-11
- ベルギー・スーパーカップ : 2011